# Dusona carinator
Dusona carinator är en stekelart som beskrevs av Hinz 1979. Dusona carinator ingår i släktet Dusona och familjen brokparasitsteklar. Inga underarter finns listade i Catalogue of Life.